# Jan Novák
Jan Novák (født 8. april 1921 i Nová Říše, Tjekkiet - død 17. november 1984 i Neu-Ulm, Tyskland) var en tjekkisk komponist, dirigent, pianist, lærer og poet.
Novák studerede komposition, klaver og direktion på Musikkonservatoriet i Brno hos bl.a. Vilém Petrželka og senere på Akademie múzických umění i Prag hos Pavel Bořkovec. Han studerede også hos Aaron Copland og Bohuslav Martinů i USA (1947-1948).
Novák har skrevet 2 symfonier, orkesterværker, koncertmusik, kantater, scenemusik, og filmmusik etc.
Han underviste som klaverlærer i Italien i Rovereto i tre år på byens folkeskole, og bosatte sig i Tyskland nærmere Neu-Ulm (1977), hvor han blev lærer i komposition og klaver på Musikuniversitetet i Stuttgart.

## Udvalgte værker
- Symfoni nr. 1 "Forår" (1982) - for solist, kor og orkester
- Symfoni nr. 2 "Symfoni Bipartite" (1983) - for orkester
- Obokoncert (1952) - for obo og orkester
- Klaverkoncert (1955) - for to klaverer og orkester
- "Pigen og den sorte hingst" (1961) - filmmusik
- "Længe leve Republikken" (1965) - filmmusik